# Veszprémvarsány
Veszprémvarsány è un comune di 1 036 abitanti situato nella contea di Győr-Moson-Sopron, nell'Ungheria nordoccidentale.